# Rifaat al-Assad

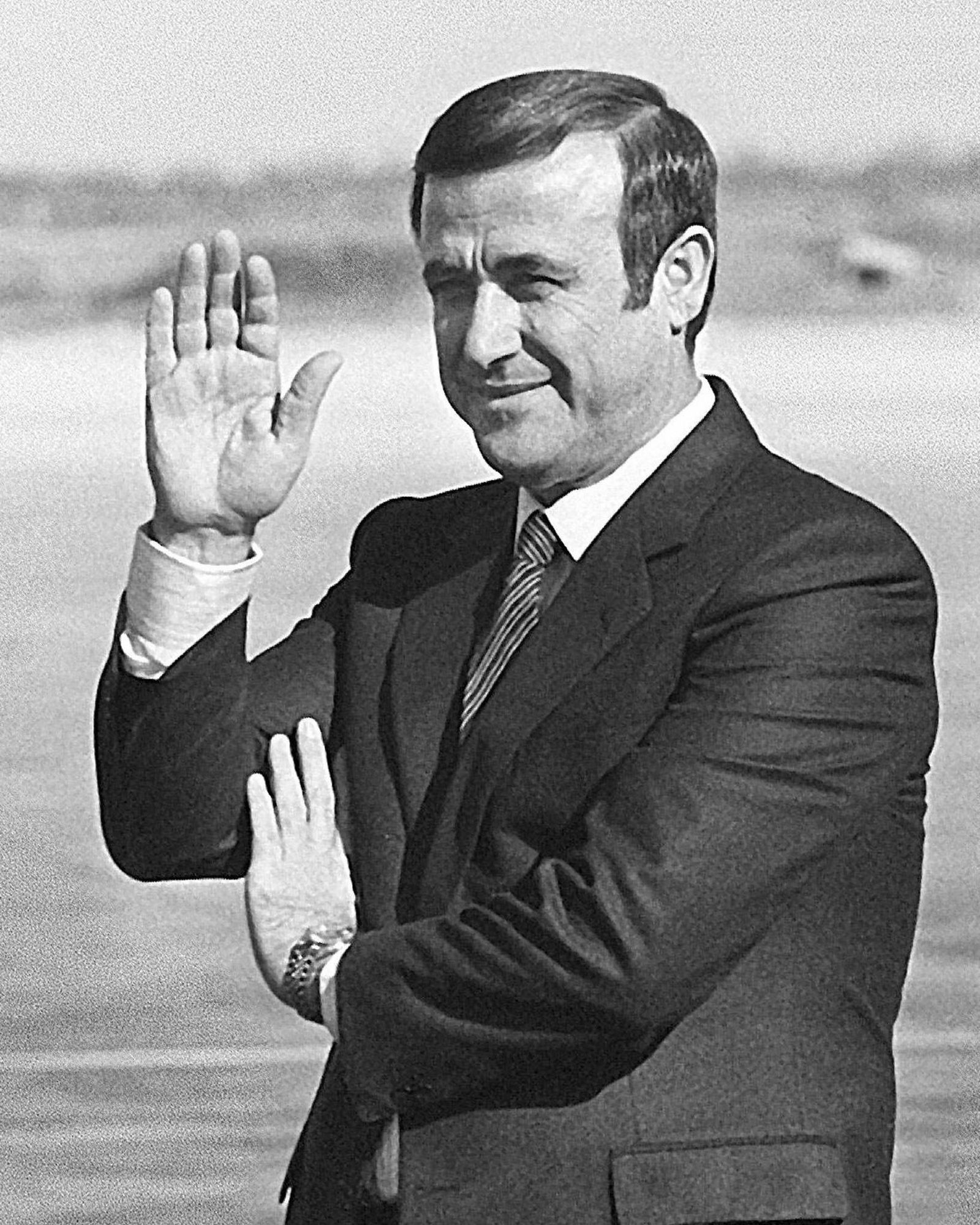
Rifaat al-Assad in den 1980er Jahren

Rifaat al-Assad (arabisch رفعت الأسد, DMG Rifʿat al-Asad; * 22. August 1937 in Qardaha) ist ein syrischer Politiker. Er ist der jüngere Bruder des langjährigen Präsidenten Hafiz al-Assad (1930–2000) und Onkel dessen Nachfolgers Baschar al-Assad.

## Leben
Rifaat war lange Zeit die „rechte Hand“ seines älteren Bruders, baute eine Miliz auf und war zeitweilig Kommandeur der syrischen Verteidigungsbrigaden und Verteidigungsminister, später Vizepräsident von Syrien. 1982, nach dem Aufstand der Muslimbrüder in Syrien, an dessen Niederschlagung Rifaat maßgeblich beteiligt war, überwarf er sich mit seinem Bruder. Dennoch wurde er 1984 neben Zuhair Maschariqa und Abd al-Halim Chaddam zu einem der drei Vizepräsidenten ernannt.
Berichte verschiedener Menschenrechtsorganisationen belegten seine persönliche Verantwortung für das Massaker im berüchtigten Gefängnis Tadmur, in der Nähe von Palmyra, wo er im Sommer 1980, nach einem gescheiterten Attentat auf den Präsidenten in Damaskus, seine Sondereinheiten zur Ermordung von ca. 1000 politischen Häftlingen, überwiegend Muslimbrüder, in die Strafanstalt schickte. Ein diesbezügliches Strafverfahren wegen Verbrechen gegen die Menschlichkeit wurde in Belgien lange verzögert.
Er wurde für das Massaker von Hama vom Frühling 1982, wo 150 km nördlich von Damaskus Tausende Einwohner durch Granatbeschuss wahllos getötet oder verletzt wurden, verantwortlich gehalten, was ihm den Spitznamen „Schlächter von Hama“ einbrachte. Beim Beschuss der Stadt durch die Armee kamen 20.000 bis 30.000 Menschen ums Leben. Hama war damals ein Zentrum der Muslimbrüder. Sein Sohn Ribal al-Assad bestreitet all diese Vorwürfe. Im März 2024 wurde al-Assad von der Schweizer Bundesanwaltschaft wegen Kriegsverbrechen und Verbrechen gegen die Menschlichkeit am Bundesstrafgericht angeklagt.
Nach einem vergeblichen Putschversuch verließ Rifaat al-Assad 1984 Syrien und lebte seither in Frankreich und Spanien. Seitdem tritt er als reicher Geschäftsmann auf und besitzt ein großes Immobilienportfolio in Frankreich, Spanien und Großbritannien. Sein Bruder Hafiz al-Assad herrschte bis zu dessen Tod im Jahr 2000 in Syrien, nach dessen Tod kritisierte er die Nachfolge von dessen Sohn Baschar als verfassungswidrig, da er selbst Präsident zu werden hoffte.
Im Bürgerkrieg in Syrien ab 2011 sah sich Rifaat al-Assad als dritte Stimme und trat als Gegenstimme zu seinem Neffen Baschar al-Assad auf. Die Opposition akzeptiert ihn jedoch nicht – unter anderem wegen des Massakers von Hama. Vor allem sein Sohn Siwar al-Assad, der in der Schweiz zur Schule gegangen war, war politisch aktiv, führte einen syrischen TV-Sender aus dem Londoner Exil und war in einer oppositionellen Organisation tätig, die dessen Vater gegründet hatte.